# The Farmer's Wife
The Farmer's Wife (La mujer del granjero) es una película de 1928, de la etapa inglesa de Alfred Hitchcock. Es una comedia costumbrista basada en una pieza de teatro escrita por Eden Phillpots y estrenada en 1916. 

## Trama
Relata la historia de un granjero viudo que busca desesperadamente esposa en su comarca. Al final se da cuenta de que su ama de casa es la mujer ideal y que además lo desea con mucho interés.